# Carlo Facetti
Carlo Giovanni Facetti (26 de junho de 1935) foi um automobilista italiano que participou do GP da Itália de 1974 de Fórmula 1.